# 52 v.Chr.

Overgave van Vercingetorix aan Julius Caesar

Het jaar 52 v.Chr. is een jaartal in de 1e eeuw v.Chr. volgens de christelijke jaartelling.

## Gebeurtenissen

### Italië
- Quintus Caecilius Metellus Pius Scipio Nasica en Gnaeus Pompeius Magnus worden door de Senaat gekozen tot consul van het Imperium Romanum.
- In Rome heerst chaos, bij Bovillae breken rellen uit tussen Publius Clodius Pulcher en Titus Annius Milo. Tijdens de gevechten wordt Clodius Pulcher gedood. Als vergelding steken de populares het Senaatsgebouw in brand.
- Pompeius Magnus herstelt de orde en kiest partij voor de optimates. Hij krijgt steun van de Senaat en voert politieke hervormingen door.

### Gallië
- Een Romeins expeditieleger (± 20.000 man) onder bevel van Titus Labienus, verslaat bij Lutetia (huidige Parijs) de opstandige Parisii en Senones.
- De Slag bij Avaricum (nu Bourges) is de eerste confrontatie tussen de Romeinse veldheer Julius Caesar en de Gallische opstandeling Vercingetorix. Tot een treffen komt het niet, maar de stad Avaricum wordt door de Romeinen uitgemoord.
- zomer - Beleg van Gergovia, waar de Arverni onder Vercingetorix succes boeken tegen de legioenen van Julius Caesar. Vercingetorix wordt in Bibracte tot aanvoerder van alle opstandige Gallische stammen gekozen.
- Oktober - De Galliërs proberen vergeefs met een legermacht (± 60.000 man) onder leiding van de Atrebatische vorst Commius de tweede verdedigingslinie (contravallatielinie) bij Gergovia te doorbreken.
- Caesar verslaat Gallische eenheden tijdens terugtocht bij Dijon. Vercingetorix trekt zich terug in het heuvelfort (oppidum) bij Alesia.
- Beleg van Alesia: Het Romeinse leger (10 legioenen) belegert de vesting van Vercingetorix. Julius Caesar laat een circumvallatielinie bouwen om de versterkte stad uit te hongeren.
- Vercingetorix biedt zich na een mislukte Gallische poging Alesia te ontzetten bij Julius Caesar aan als gijzelaar en wordt krijgsgevangene.

### Parthië
- Orodes II valt met het Parthische leger Syria binnen, Surenas bedreigt de troon van de Arsaciden, maar moet dat met zijn leven bekopen. Armenië wordt een vazalstaat van Parthië en verzet zich tegen de Romeinen.

## Geboren
- Juba II, koning van Numidië

## Overleden
- Publius Clodius Pulcher (~92 v.Chr. - ~52 v.Chr.), Romeins tribunus en rebellenleider (40)
- Surenas (~84 v.Chr. - ~52 v.Chr.), Parthische veldheer (32)